# Alloxysta huberi
Alloxysta huberi (лат.) — вид мелких перепончатокрылых наездников рода Alloxysta подсемейства Charipinae из семейства Figitidae. Эндопаразитоиды. США: Колорадо. Вид назван в честь канадского гименоптеролога Джона Хубера (John Huber, Canadian National Collection of Insects, Оттава).

## Описание
От близких видов отличаются следующими признаками: членик F2 жгутика усика длиннее, чем F1 и почти равен F3; радиальная ячейка в 2,7 раза длиннее своей ширины; пронотальные кили отсутствуют; проподеальные кили также отсутствуют. Крылья развиты полностью (длиннее чем грудь+брюшко), радиальная ячейка полностью открыта. Мелкие перепончатокрылые, длиной около 1 мм. Усики нитевидные, у самок 13-члениковые, а у не найденных пока самцов предположительно (как у всех членов рода) — из 14 сегментов. Голова поперечно овальная, гладкая и блестящая. У представителей рода Alloxysta их личинки являются гиперэндопаразитоидами личинок некоторых видов перепончатокрылых (Hymenoptera), таких как бракониды (Aphidiinae, Braconidae) и афелиниды (Aphelinidae, Chalcidoidea), в свою очередь паразитирующих в тлях (Aphididae, Hemiptera).